# Кумадо, Вилли
Ибрахим Осман (англ. Ibrahim Osman; род. 16 октября 2002, Гана) — ганский футболист, защитник клуба «Сан-Диего».

## Клубная карьера
Кумадо начал профессиональную карьеру в ганской футбольной академии «Право на мечту». В начале 2021 году игрок подписал свой первый профессиональный контракт с датским клубом «Норшелланн». 17 октября в матче против «Мидтьюлланна» он дебютировал в датской Суперлиге. В начале 2023 года Кумадо перешёл в «Люнгбю». 19 февраля в матче против своего бывшего клуба «Норшелланн» он дебютировал за новую команду.